# 크리스 테일러 (야구 선수)
크리스토퍼 아만드 테일러(Christopher Armand Taylor 1990년 8월 29일 ~ )는 미국의 프로 야구 선수로 메이저 리그 베이스볼의 로스앤젤레스 다저스를 위한 유틸리티 플레이어이다. 그는 버지니아 캐벌리어스를 위하여 대학 야구를 활약하였다. 테일러는 2012년 메이저 리그 베이스볼 드래프트의 5번째 라운드에서 선발되어 2014년 시애틀 매리너스와 함께 메이저 리그 데뷔를 이루었다.

## 어린 시절

### 아마추어 경력
버지니아주 버지니아비치에 있는 그레이트넥 중학교를 다닌 테일러는 학교 레슬링 팀에 있으면서 도시 레슬링 선수권을 우승하였다. 또한 그 도시에 있는 프랭크 W. 콕스 고등학교를 다녔을 때 야구에 전념하는 데 레슬링을 멈추었다. 그는 2009년 올해의 타이드워터 지방 선수로 임명되었다.
테일러는 버지니아 대학교와 윌리엄 & 메리 칼리지에 의하여 대학 야구를 하는 데 모집되었다. 버지니아 대학교에서 수학하는 데 선택한 그는 버지니아 캐벌리어스 야구 팀을 위하여 대학 야구를 활약하여 애틀랜틱 코스트 컨퍼런스 (ACC)에 나갔다. 자신의 신입생 해에 테일러는 올ACC 유격수 타일러 캐논이 활약 시간의 대부분을 받으면서 드물게 활약하였다. 2010년의 여름에 그는 MECBL의 뉴포트 걸스를 위하여 활약하였다. 그의 2학년 해에 스티븐 브루노가 시즌의 시작에 캐벌리어스의 출발 유격수로 임명되었고 테일러는 팀의 우익수로서 한해를 시작하였다. 테일러는 브루노가 햄스트링 부상을 겪었을 때 출발 유격수가 되었고, 브루노가 회복된 후 직업을 유지하였다. 2011년 그는 UC 어바인을 상대로 샬로츠빌 수퍼 리저널의 결정적인 경기에서 동점을 매기고 우승을 하는 득점을 매기고 캐벌리어스를 칼리지 월드 시리즈로 보내는 데 2개의 아웃을 쳤다. 그해 그는 야머스 데니스 레드삭스를 위하여 케이프 코드 베이스볼 리그에서 대학 여름 야구를 하였다.

## 프로 경력

### 마이너 리그
시애틀 매리너스는 2012년 메이저 리그 베이스볼 드래프트의 5번째 라운드에서 테일러를 선발하였다. 그는 루키 레블에 마이너 리그에서 자신의 프로 경력을 시작하였으나 곧 클래스 A로 올라가 주로 유격수로 활약하였다. 2013년 테일러는 클래스 A 진출 캘리포니아 리그의 하이데저트 매버릭스와 클래스 AA 서던 리그의 잭슨 제네럴스를 위하여 활약하여 유격수와 2루수를 맡은 동안 .314의 타구 평균, 165개의 안타 (마이너 리그 베이스볼에서 8번째로 최고), 8개의 홈런, 60개의 타점, 108개의 득점과 38개의 도루와 함께 시즌을 끝냈다. 시즌 후에 매리너스는 애리조나 폴 리그의 페오리아 재벌리너스로 지정하여 그를 그들의 올해의 마이너 리그 선수로 임명하였다. 그는 2루수와 유격수를 맡은 동안 페오리아와 함께 .294 점을 치고 .351의 출루율을 가졌다.

### 시애틀 매리너스

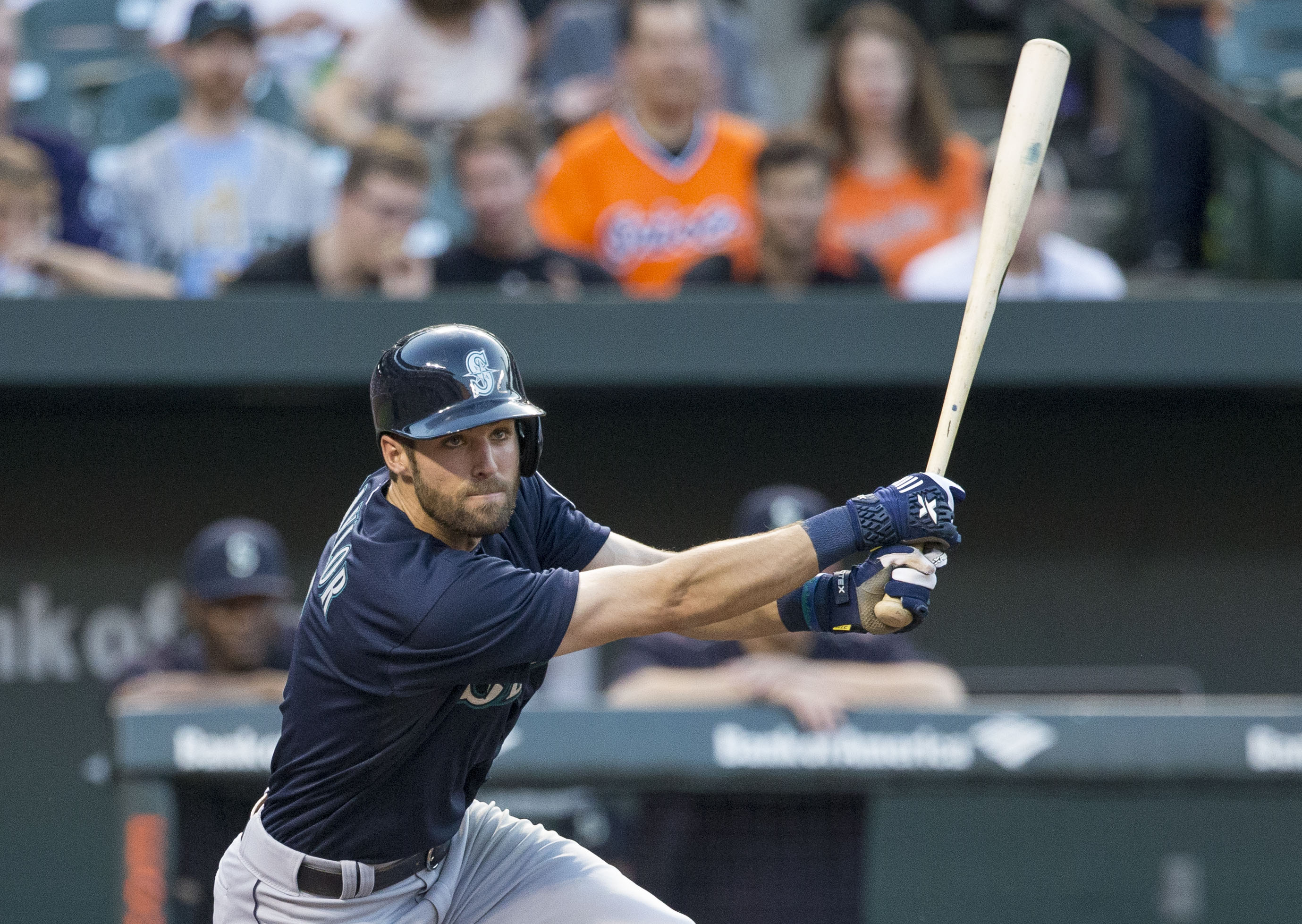
2015년 시애틀 매리너스와 함께

매리너스는 2014년 테일러를 스프링 트레이닝으로 초청하였다. 스프링 트레이닝에 이어 그는 클래스 AAA 퍼시픽 코스트 리그 (PCL)의 터코마 레이너스로 지정되었다. 그는 트리플 A 올스타 경기에 나와 PCL의 치고 스타 선수로 임명되었다. 유격수와 2루소를 맡은 동안 75개의 경기에서 5개의 홈런, 37개의 타점과 63개의 득점과 함께 .328 점을 타구한 후, 매리너스는 15일간 장애자 명단에 놓였던 부상을 당한 윌리 블룸퀴스트를 대체하는 데 7월 24일 테일러를 메이저 리그로 승진시켰으며 그는 유격수, 2루수와 3루수로 활약하였다. 그는 볼티모어 오리올스를 상대로 같은 날에 자신의 첫 메이저 리그 안타인 1루타를 수집하였다.
2015년 스프링 트레이닝이 있던 동안 테일러는 자신이 몸에 공이 맞았을 때 자신의 손목이 부러졌다. 자신의 부상으로부터 회복한 후, 그는 AAA 터코마와 함께 2015년 시즌을 시작하여 유격수와 2루수를 맡았다. 그는 그해 후순에 매러너스와 복무를 가질 것이었으나 오른손 잡이 투수 마이콜 과이페가 소집된 후 터코마로 돌려 보내졌다. 2016년 5월 21일 테일러는 부상을 당한 케텔 마르테를 대체하는 데 AAA 터코마로부터 다시 소집되었다. 2015년 마이너 리그 시즌을 위하여 그는 유격수, 2루수와 3루수를 맡은 동안 94개의 타수에서 무홈런과 하나의 타점과 함께 .170/.220/.223 점을 타구하였다.

### 로스앤젤레스 다저스
6월 19일 매리너스는 재크 리를 위한 교환에서 테일러를 로스앤젤레스 다저스로 이적시켰다. 다저스는 PCL의 오클라호마시티 다저스로 그를 선택하였다. 그는 6월 25일 메이저 리그로 소집되었다.
7월 15일 테일러는 애리조나 다이아몬드백스의 실비노 브라초에 자신의 첫 메이저 리그 경력 홈런인 그랜드슬램을 쳤다. 그는 6개의 득점에서 몰아낸 2루타와 3루타를 가지기도 하였고 사이클링 히트에 못 미쳤다. 그는 프레스턴 워드 (1948)와 치코 페르난데스 (1956)에 이어 그랜드슬램이 된 자신의 첫 경력 홈런을 가지는 데 3번째 다저스 선수이자 빌리 허먼 (1943)과 재키 로빈슨 (1949)에 이어 한 경기에서 최소한 6개의 타점을 가지는 데 3번째 다저스의 2루수였다. 그는 2016년 다저스를 위하여 34개의 경기에서 활약하여 하나의 홈런과 7개의 타점과 함께 .207/.258/.362 점을 타구하였으며 주로 유격수를 맡았다.

#### 2017년

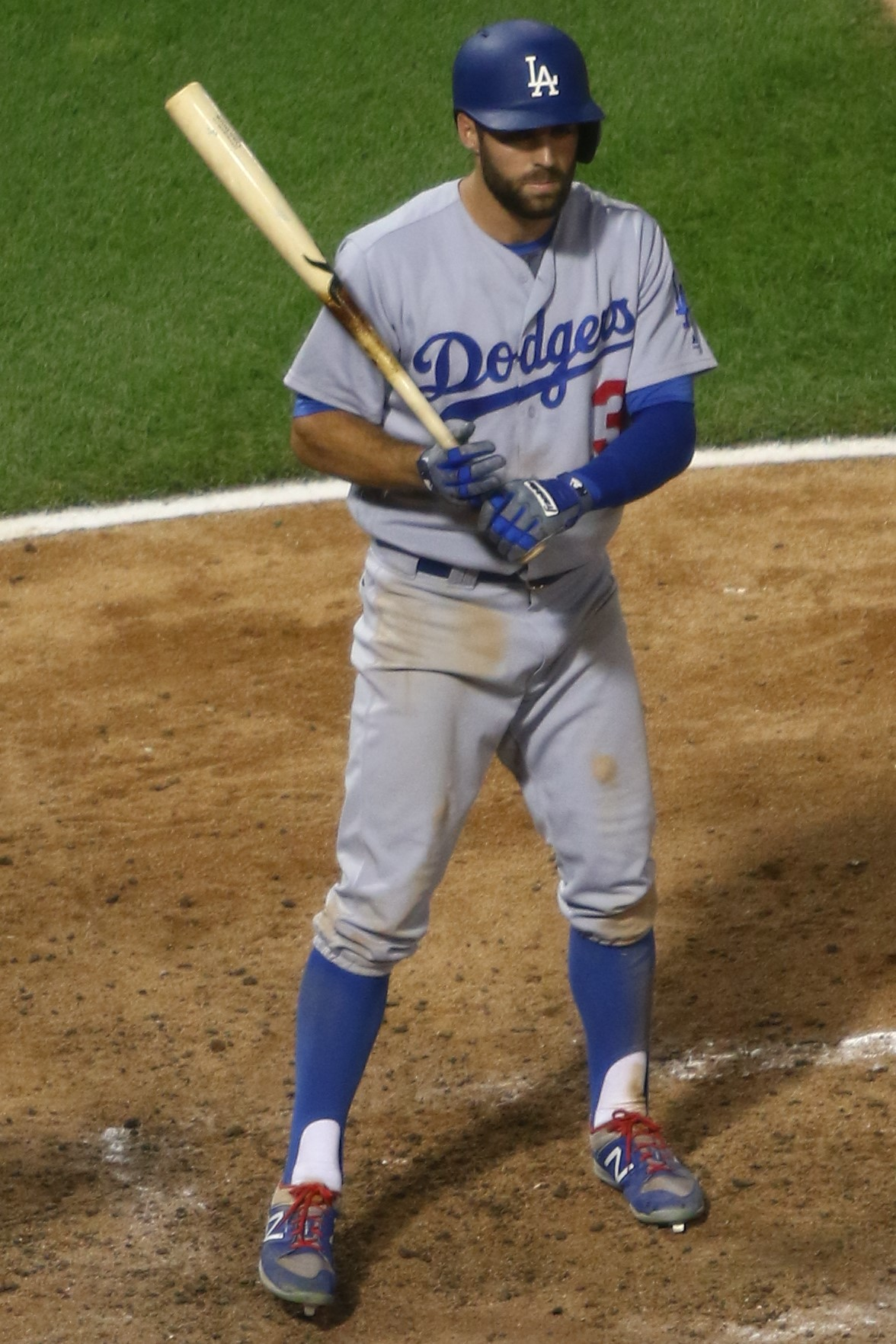
2017년의 테일러

테일러는 2017년의 스프링 트레이닝의 팀을 이루지 않았고 자신이 43개의 타수에서 하나의 홈런과 5개의 타점과 함께 .233/.327/.442 점을 타구했던 자를 위하여 시즌을 시작하는 데 오클라호마시티로 지정되었다. 그는 4월 19일 다저스로 도로 소집되었다. 7월 6일 다이아몬드백스를 상대로 테일러는 5 대 4로 경기를 우승하는 데 로건 포사이스에 몰아낸 자신의 첫 경력 끝내기 안타를 쳤다. 2017년 시즌을 위하여 그는 514개의 타수에서 21개의 홈런, 72개의 타점과 142개의 스트라이크아웃과 함께 .288/.354/.496 점을 타구하여 중견수, 좌익수, 2루수, 유격수와 3루수 사이에 시간을 갈라놓았다.
10월 14일 테일러는 그해 내셔널 리그 챔피언십 시리즈의 첫번째 경기에서 시카고 컵스의 엑토르 론돈에 자신의 첫 경력 포스트시즌 홈런을 쳤다. 테일러와 저스틴 터너는 내셔널 리그 챔피언십 시리즈의 공동 MVP로서 선발되었다. 10월 24일 테일러는 2017년 월드 시리즈의 첫번째 경기를 시작하는 데 휴스턴 애스트로스의 투수 댈러스 카이클에 의한 첫 투구에 홈런을 쳤다. 전체로 봐서 2017년 포스트시즌에 테일러는 7개의 경기에서 다저스가 월드 시리즈를 패하면서 15개의 경기에서 3개의 홈런과 7개의 타점과 함께 .254 점을 타구하였다.

#### 2018년
다저스와 자신의 3번째 시즌에서 테일러는 604개의 본루 출연에서 17개의 홈런, 63개의 타점과 9개의 도루와 함께 .254/.331/.444 점의 사선을 붙여 178개의 스트라이크아웃과 함께 내셔널 리그를 이끌었다. 그는 활약한 경기 (155), 매긴 득점 (85), 2루타 (35), 3루타 (8)와 볼넷 (55)에서 경력 사상 기록들에 도달하였다. 동료 코리 시거가 주관절 내측측부인대 변형의 이유로 토미 존 수술을 필요로 하여 시즌의 대부분을 놓치면서 테일러는 유격수 (81개의 경기, 73개의 출발 경기)에서 시즌의 대다수를 보냈다. 그는 또한 중견수 (50개의 경기, 32개의 출발 경기), 좌익수 (24개의 경기, 18개의 출발 경기), 2루수 (12개의 경기, 5개의 출발 경기)와 3루수 (8개의 경기, 3개의 출발 경기)로 활약하였다. 2018년 9월 10일 테일러는 그해 메이저 리그 베이스볼 일본 올스타 시리즈에서 메이저 리그를 대표하는 데 선발되었다. 포스트시즌에서 테일러는 그해 내셔널 리그 디비전 시리즈에서 4개의 타수에 단 하나의 안타를 가졌으나 그의 안타는 홈런이었다. 그해 내셔널 리그 챔피언십 시리즈에서 그는 22개의 타수에서 8개의 안타를 가졌고, 보스턴 레드삭스를 상대로 2018년 월드 시리즈에서 그는 18개의 타수에 2개의 안타를 가졌다.

#### 2019년
2019년 테일러는 자신의 유틸리티 플레이어 역할로 돌아와 124개의 경기 (시거가 부상자 명단에 놓였던 다른 시기 동안 유격수에서 39개의 경기를 포함)에서 활약하였다. 그는 366개의 타수에서 12개의 홈런, 52개의 타점과 115개의 스트라이크아웃과 함께 .262/.333/.462 점을 타구하였다.

#### 2020년
2020년 2월 7일 테일러는 다저스와 함께 2년, 13.4 백만 달러의 확장 계약을 맺어 연봉 조정을 피하였다. 시즌은 코로나19 범유행의 이유로 짧아졌으나 테일러는 다저스의 주요 2루수였으며 팀이 활약한 60개의 경기 중에 56개에 나왔고 8개의 홈런과 32개의 타점과 함께 .270/.366/.476 점을 타구하였다. 포스트시즌에서 와일드 카드 시리즈에서 8개의 타수에 하나의 안타를 가진 그는 내셔널 리그 디비전 시리즈에서 11개의 타수에 무안타였고, 내셔널 리그 챔피언십 시리즈에서 18개의 타수에 3개의 앝아를 가졌으며 탬파베이 레이스를 상대로 우승한 2020년 월드 시리즈에서 23개의 타수에서 하나의 홈런을 포함한 5개의 안타를 가졌다.